# Ozarba griveaudae
Ozarba griveaudae là một loài bướm đêm trong họ Noctuidae.